# Juan de la Cierva

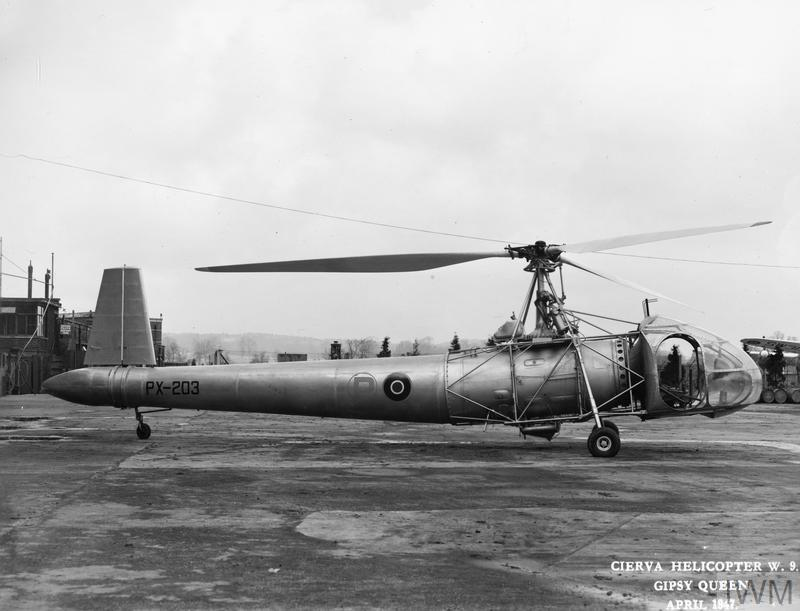
Een Cierva W.9 helikopter

Juan de la Cierva y Codorníu (Murcia, 21 september 1895 – Croydon 9 december 1936) was een Spaanse civiel ingenieur. Hij is vooral bekend vanwege zijn uitvinding van de autogiro.

## Biografie
De la Cierva kwam uit een welgestelde familie. Reeds op jonge leeftijd had hij interesse in vliegen. In 1919 kwam hij reeds met het idee om een windmolen of rotor te gebruiken om een voorwerp bij lage snelheden in de lucht te kunnen houden. In de jaren erop experimenteerde hij met dit principe. In 1920 voltooide hij het plan voor de autogiro. In 1923 bouwde hij het eerste werkende prototype van de C.4. Het werd gevlogen door Lt Gómez Spencer.
In 1925 verhuisde hij naar het Verenigd Koninkrijk. Hier demonstreerde hij zijn C.6 aan het Air Ministry in Farnborough. De machine had een rotor met vier rotorbladen. De demonstratie was een groot succes, en De la Cierva kon aan het werk in het Verenigd Koninkrijk. Met behulp van de Schotse industrialist James G. Weir richtte hij de Cierva Autogiro Company op. Hier concentreerde De la Cierva zich op de ontwikkeling en verbetering van het rotorsysteem. Hij kreeg steun van een aantal bekende Britse vliegtuigontwerpers zoals Avro, Comper, De Havilland en Westland.
Toen de Spaanse Burgeroorlog uitbrak, steunde De la Cierva de troepen van Francisco Franco. Zo hielp hij de rebellen om de De Havilland DH-89 Dragon Rapide in handen te krijgen, waarmee hij generaal Franco van de Canarische Eilanden naar Spaans-Marokko vloog.
Op de ochtend van 9 december 1936 ging De la Cierva op Croydon Airfield aan boord van de Nederlandse DC-2 Lijster van de KLM voor een vlucht naar Amsterdam. Zie Crash van de Lijster (PH-AKL). Door de zware mist stortte het vliegtuig aan het einde van de startbaan neer op een gebouw. Het vloog in brand en De la Cierva overleefde het ongeval niet.

## Nasleep
De autogirotechnologie van Juan de la Cierva was later van groot belang bij de ontwikkeling van de helikopter. Het eerste succesvolle exemplaar, de Fw 61, werd gevlogen in 1936 door Cierva Autogiro Company-licentie Focke-Achgelis. De autogiro was ook van belang bij de ontwikkeling van de Cierva C.38 Gyrodyne.

## Prijzen

### Internationaal
- Gouden medaille van de Federación Aeronáutica Internacional.
- Gran Prix Scientifique de l'Air, 1925, van de Société française de la Navigation Aérienne.
- Lid van de Société française de Locomotion Aérienne.
- Erelid van de A.I.D.A., Italia.
- "Fellow" van de Royal Aeronautical Society, Engeland.
- Erelid van de Brazilaandse Aeroclub.
- Medal van John Scott, van de Board of Directors of City Trust, Philadelphia, USA.
- Ridder in de Leopoldsorde, België.
- Ridder van het Legioen van Eer, Frankrijk.
- Gouden medaille van Wakefield, toegekend door de Royal Aeronautical Society (1934).
- Grand Prix Académie des Sports (Fundation "Henry Deutsch de la Meurthe", 1928).
- Erelid van de Aeroclubs van Groot-Brittannië, Duitsland, Frankrijk en België.
- Prix Latham, 1928, van de Aeroclub van Frankrijk, voor de reis per autogiro van Londen naar Parijs (eerste oversteek van het Kanaal).

### Spaans
- Premio de la Fundación Duque de Alba.
- Banda de la Orden de la República.
- Medalla de Oro del Trabajo, 1930.
- 1936, Premio de la Fundación Deu y Mata.
- Miembro de honor de la Asociación de Ingenieros Aeronáuticos.
- Medallas de Oro de las ciudades de Madrid y Murcia.

### Postuum
- 1937, Gouden Medaille van de Royal Aeronautical Society, Engeland.
- van 1937 tot 1940 werden in Spanje twee series postzegels uitgegeven met daarop de Cierva C30 boven de hoofdstad en een portret van Juan de la Cierva.
- in 2003 werd in Madrid een metrostation geopend dat zijn naam draagt.

## Verder lezen
- Peter W. Brooks: Cierva Autogiros. Smithsonian Institution Press, Washington 1988